# أبتون (وايومنغ)
أبتون (بالإنجليزية: Upton, Wyoming)‏ هي بلدة تقع في مقاطعة ويستون، وايومنغ بولاية وايومنغ في الولايات المتحدة. تبلغ مساحتها 7.67 (كم²)، وترتفع عن سطح البحر 1292 م، بلغ عدد سكانها 1100 نسمة في عام 2010 حسب إحصاء مكتب تعداد الولايات المتحدة وتصل الكثافة السكانية فيها 143.5 نسمة/كم2.

## التركيبة السكانية
قام مكتب تعداد الولايات المتحدة بتحديد بيانات التركيبة السكانية لأبتون في تعداد الولايات المتحدة. في ما يلي، التركيبة السكانية حسب تعدادي 2000 و2010.

### تعداد عام 2000
بلغ عدد سكان أوبسالا 424 نسمة بحسب تعداد عام 2000، وبلغ عدد الأسر 188 أسرة وعدد العائلات 103 عائلة مقيمة في المدينة. في حين سجلت الكثافة السكانية 130.6 نسمة لكل ميل مربع (50.4/كم2). وبلغ عدد الوحدات السكنية 196 وحدة بمتوسط كثافة قدره 60.4 نسمة لكل ميل مربع (23.3/كم2).
وتوزع التركيب العرقي للمدينة بنسبة 99.06% من البيض و 0.47% من الأمريكيين ذوي الأصول الآسيوية و 0.47% من عرقين مختلطين أو أكثر.
بلغ عدد الأسر 188 أسرة كانت نسبة 25.0% منها لديها أطفال تحت سن الثامنة عشر تعيش معهم، وبلغت نسبة الأزواج القاطنين مع بعضهم البعض 47.3% من أصل المجموع الكلي للأسر، ونسبة 5.9% من الأسر كان لديها معيلات من الإناث دون وجود شريك، وكانت نسبة 44.7% من غير العائلات. تألفت نسبة 40.4% من أصل جميع الأسر من أفراد ونسبة 25.5% كانوا يعيش معهم شخص وحيد يبلغ من العمر 65 عاماً فما فوق. وبلغ متوسط حجم الأسرة المعيشية 3.14، أما متوسط حجم العائلات فبلغ 2.26.
بلغ العمر الوسطي للسكان 40 عاماً. وكانت نسبة 25.9% من القاطنين تحت سن الثامنة عشر، وكانت نسبة 6.8% بين الثامنة عشر والأربعة وعشرون عاماً، ونسبة 25.0% كانت واقعةً في الفئة العمرية ما بين الخامسة والعشرون حتى والأربعة وأربعون عاماً، ونسبة 16.5% كانت ما بين الخامسة والأربعون حتى الرابعة والستون، ونسبة 25.7% كانت ضمن فئة الخامسة والستون عاماً فما فوق. يوجد لكل 100 أنثى 93.6 ذكر، ويوجد لكل 100 أنثى في الثامنة عشر من عمرها فما فوق 91.5 ذكر.
بلغ متوسط دخل الأسرة في المدينة 30,000 دولار، أما متوسط دخل العائلة فبلغ 48,333 دولار. وكان متوسط دخل الذكور 31,731 دولار مقابل 19,821 دولار للإناث. وسجل دخل الفرد الخاص بالمدينة 16,382 دولار. وكانت نسبة 9.4% من العائلات ونسبة 13.7% من السكان تحت خط الفقر، وكان من هؤلاء نسبة 15.3% تحت سن الثامنة عشر ونسبة 20.9% في الخامسة والستين من العمر وما فوق.

### تعداد عام 2010
بلغ عدد سكان أوبسالا 427 نسمة بحسب تعداد عام 2010، وبلغ عدد الأسر 188 أسرة وعدد العائلات 115 عائلة مقيمة في المدينة. في حين سجلت الكثافة السكانية 131.8 نسمة لكل ميل مربع (50.9/كم2). وبلغ عدد الوحدات السكنية 211 وحدة بمتوسط كثافة قدره 65.1 لكل ميل مربع (25.1/كم2).
وتوزع التركيب العرقي للمدينة بنسبة 95.6% من البيض و 0.7% من الأمريكيين الأصليين و 0.5% من الأمريكيين ذوي الأصول الآسيوية و 0.2% من سكان جزر المحيط الهادئ و 0.9% من الأمريكيين الأفارقة و 0.7% من عرقين مختلطين أو أكثر.
بلغ عدد الأسر 188 أسرة كانت نسبة 31.4% منها لديها أطفال تحت سن الثامنة عشر تعيش معهم، وبلغت نسبة الأزواج القاطنين مع بعضهم البعض 46.8% من أصل المجموع الكلي للأسر، ونسبة 10.1% من الأسر كان لديها معيلات من الإناث دون وجود شريك، بينما كانت نسبة 4.3% من الأسر لديها معيلون من الذكور دون وجود شريكة وكانت نسبة 38.8% من غير العائلات. تألفت نسبة 33.5% من أصل جميع الأسر من أفراد ونسبة 18.1% كانوا يعيش معهم شخص وحيد يبلغ من العمر 65 عاماً فما فوق. وبلغ متوسط حجم الأسرة المعيشية 2.86، أما متوسط حجم العائلات فبلغ 2.27.
بلغ العمر الوسطي للسكان 40.6 عاماً. وكانت نسبة 24.1% من القاطنين تحت سن الثامنة عشر، وكانت نسبة 5.9% بين الثامنة عشر والأربعة وعشرون عاماً، ونسبة 26.7% كانت واقعةً في الفئة العمرية ما بين الخامسة والعشرون حتى والأربعة وأربعون عاماً، ونسبة 22.1% كانت ما بين الخامسة والأربعون حتى الرابعة والستون، ونسبة 21.3% كانت ضمن فئة الخامسة والستون عاماً فما فوق. وتوزع التركيب الجنسي للسكان بنسبة 47.1% ذكور و52.9% إناث.

## وصلات خارجية
- The US50 - Cities and Towns in Wyoming State
- Wyoming Cities and Towns, Facts, Map, Flag, Colleges, Government, and More